# Puerto Cisnes
Puerto Cisnes är en ort i Chile.   Den ligger i provinsen Provincia de Aisén och regionen Región de Aisén, i den södra delen av landet, 1 300 km söder om huvudstaden Santiago de Chile. Puerto Cisnes ligger 12 meter över havet och antalet invånare är 2 507.
Terrängen runt Puerto Cisnes är varierad. Havet är nära Puerto Cisnes åt nordväst. Trakten runt Puerto Cisnes är nära nog obefolkad, med mindre än två invånare per kvadratkilometer.. 
I omgivningarna runt Puerto Cisnes växer i huvudsak blandskog.